# Leubue
Leubue is een bestuurslaag in het regentschap Pidie van de provincie Atjeh, Indonesië. Leubue telt 469 inwoners (volkstelling 2010).